# Blovstrød Kro
Blovstrød Kro er en gammel dansk landevejskro fra 1763, der ligger på Kongevejen 21 i Blovstrød. Der er ca. 5 km til Birkerød og 10 km til Hillerød.
Der er plads til ca. 234 gæster i alt, og der er tre lokaler: den gamle krostue, den store sal samt en særlig krostue til børn og børnefamilier. Det største lokale har plads til 135 gæster. Der er også 9 nyrenoverede værelser, der bliver lejet ud.